# アグネス・フォン・マンスフェルト＝アイスレーベン
アグネス・フォン・マンスフェルト＝アイスレーベン (ドイツ語: Agnes von Mansfeld-Eisleben, 1551年 - 1637年）は、マンスフェルトの伯爵で、ヨハン（ハンス）・ゲオルク1世・フォン・マンスフェルト＝アイスレーベンとカタリーナ・フォン・マンスフェルト＝ヒンターオルトの娘である。また、「マンスフェルトの麗人（Die schöne Mansfelderin）」とも呼ばれた。史料によれば彼女は深い茶色の目をした黒髪の麗人と記述されている。アグネスへの愛のためにケルンの大司教ゲプハルト1世・フォン・ヴァルトブルクがプロテスタントに改宗し、そのためにトルフゼス戦争（ケルン戦争としても知られる）が起こった。

## 生涯
ゲレスハイムの修道院（現在はデュッセルドルフの一部）のプロテスタントの女性律修司祭として、またエッセンの修道院から教会禄を受ける身であったアグネス・フォン・マンスフェルト＝アイスレーベンは、カトリックの大司教でケルンの選帝侯であるゲプハルト1世・トルフゼス・フォン・ヴァルトブルクに見初められ逢瀬を始めた。アグネスの兄弟達は脅すなどして会う事をやめさせようとしたが、失敗に終わった。
意中の女性と結婚するために、ゲプハルト1世はカルヴァン主義に改宗し、それ故に彼は大司教の地位を失った。それでもなお選帝侯としての支配は続けようとしたため、カトリックの教会身分の人々を敵に回し、教皇グレゴリウス13世から「背教者」として破門された。ゲプハルトと敵対勢力との間の紛争は、いわゆるケルン戦争でその頂点に達した。
1583年2月2日、戦争の混乱の最中にアグネス・フォン・マンスフェルトとゲプハルト1世・トルフゼス・フォン・ヴァルトブルクはボンで結婚したが、夫婦の避難先のゴーデスブルクがフェルディナント・フォン・バイエルンによって征服されると、すぐに逃避行に出る他なかった。こうしてアグネスと夫はドイツ全体を何年も放浪する事になる。
1589年、2人はシュトラースブルクに居を定めた。伝説によると、1585年にアグネスはエリザベス1世に支援を求めるためにイングランドに赴いたとされるが、これはイギリスの学者によって否定されている。
1601年にゲプハルトはシュトラースブルクで死亡したが、亡夫のカトリックの敵対者は、戦争は既に終結していたところで、マンスフェルトの麗人を赦そうとしはしないのは明らかだった。ゲプハルトは遺言で、ヴュルテンベルク公フリードリヒ1世にこれまでの善意に対し財産を遺贈するとした上で、未亡人のアグネスを扶養し、庇護するよう託した。
アグネスは1637年に死去するまでヴュルテンベルク公の庇護の下でヴュルテンベルクに暮らし、ズルツバッハに埋葬された。
アグネス・フォン・マンスフェルト＝アイスレーベンの生涯とゲプハルトとの関係は、後の時代にさまざまな物語や小説の題材にされ、現在も歴史研究の対象である。（文献リストを参照）

## 文献リスト
- Rafaela Matzigkeit: Schön, fromm, sittsam, tugendhaft … Agnes von Mansfeld im Spiegel der Geschichte und Literatur. In: Rund um den Quadenhof (Düsseldorf-Gerresheim). 47, 1996, S. 9–17 und S. 1723.
- Johann Baptist Durach: Gebhard der Zweite, Kurfürst von Köln, und Agnes von Mannsfeld, Kanonissinn von Girrisheim. Eine Bischofslegende aus dem sechszehnten Jahrhundert. Hochleiter, Wien, Leipzig 1791.
- Christoph Sigismund Grüner: Gebhard, Churfürst von Cöln, und seine schöne Agnes. Ursache und Veranlassung des gestörten Religionsfriedens, der Union und des dreißigjährigen Krieges. Eine historisch-romantische Ausstellung, frei, nach geschichtlichen Quellen. Goebbels und Unzer, Königsberg 1806.
- Carl August Gottlieb Seidel: Die unglückliche Constellation oder Gräfin Agnes von Mannsfeld. Eine Sage aus der zweiten Hälfte des sechzehnten Jahrhunderts. Supprian, Leipzig 1796.
- Eugenie Tafel: Gräfin Agnes aus dem Hause Mansfeld. Erzählung aus dem 16. Jahrhundert. Schloeßmann, Gotha 1897.
- Agnes von Mansfeld. Ein geschichtlicher Roman, aus dem Englischen des Thomas Grattan, Verf. der „Jacqueline von Holland“, der „Erbin von Brügge“ u. s. w. von Dr. Georg Nicolaus Bärmann. Imle und Krauß, Stuttgart 1836. (Übersetzung im Jahr der Erstausgabe von Thomas Colley Grattan: Agnes de Mansfeld an Historical Tale. 3 Bände. 1836.)